# Barney Oldfield's Race for a Life
Barney Oldfield's Race for a Life é um filme mudo norte-americano de 1913 em curta-metragem, do gênero comédia, dirigido e produzido por Mack Sennett, estrelado por Mabel Normand e Barney Oldfield.